# Бахмутов, Георгий Петрович
Бахмутов Георгий Петрович (5 [18] апреля 1914, Лесуново, Рязанский округ — 1 ноября 2012, Киев) — советский и украинский художник, член Союза художников Украины (1949), Член Союза Художников СССР (1978). Заслуженный художник Украины (2001).

## Биография
Родился 5 (18) апреля 1914 года в селе Лесуново (ныне в Кораблинском районе Рязанской области).
В 1937 году окончил Московский художественный институт. Педагоги по специальности — П. Котов, В. Бакшеев. В 1938—1941 годах работал художником Парке культуры имени Баумана в Москве.
Участник Великой Отечественной войны. Призван в Москве в 1941 году рядовым. Служил в 17-й артиллерийской дивизии прорыва, был начальником клуба дивизии. Освобождал Киев, Вену, Австрию. Дослужился до капитана. До 1948 года работал главным художником в Доме офицеров в Вене.
С 1949 года член Союза художников Украины, с 1978 года Член Союза художников СССР.
Жил и работал в Киеве. Умер 1 ноября 2012 года.

## Творческая деятельность
Работал в области живописи, плаката, монументального искусства, мозаики. С 1949 года участвовал во всесоюзных, республиканских и зарубежных художественных выставках. Автор политических плакатов, изданных многотысячными тиражами, серии портретов известных деятелей культуры и партийных деятелей советского периода. Работы художника хранятся в музеях Москвы, Киева, Львова, Днепра и других. 

### Работы

#### Плакаты
- На страже мира и безопасности (1949);
- В боях мы закаливаем войско могучее (1954);
- Революция научила пролетариат классовой борьбе (1955);
- Позор тем, кто не уважает труд (1958);
- Портрет В. Ленина (1960);
- Украинская делегация в XX съезде КПСС (1960);
- Шевченко в Москве (1961);
- Не мешай.

#### Стелы
Автор и организатор возведения Стелы Героев, стел «История ВЛКСМ» и «Герои Криворожья» (1967—1970) в Кривом Роге.

## Награды
- Орден Отечественной войны 2-й степени (06.04.1985)[2];
- Заслуженный художник Украины (2001);
- Орден Богдана Хмельницкого (Украина) 3-й степени (2002);
- медали.